# Novafroneta nova
Novafroneta nova là một loài nhện trong họ Linyphiidae.
Loài này thuộc chi Novafroneta. Novafroneta nova được A. David Blest & Cor J. Vink miêu tả năm 2003.